# Abbazia di Dryburgh
L'abbazia di Dryburgh (in inglese: Dryburgh Abbey) è un'abbazia situata nei pressi del villaggio scozzese di Dryburgh, nell'area di consiglio degli Scottish Borders, e costruita tra il 1150 e il XV secolo. Fu uno dei maggiori monasteri medievali della Scozia.

## Storia

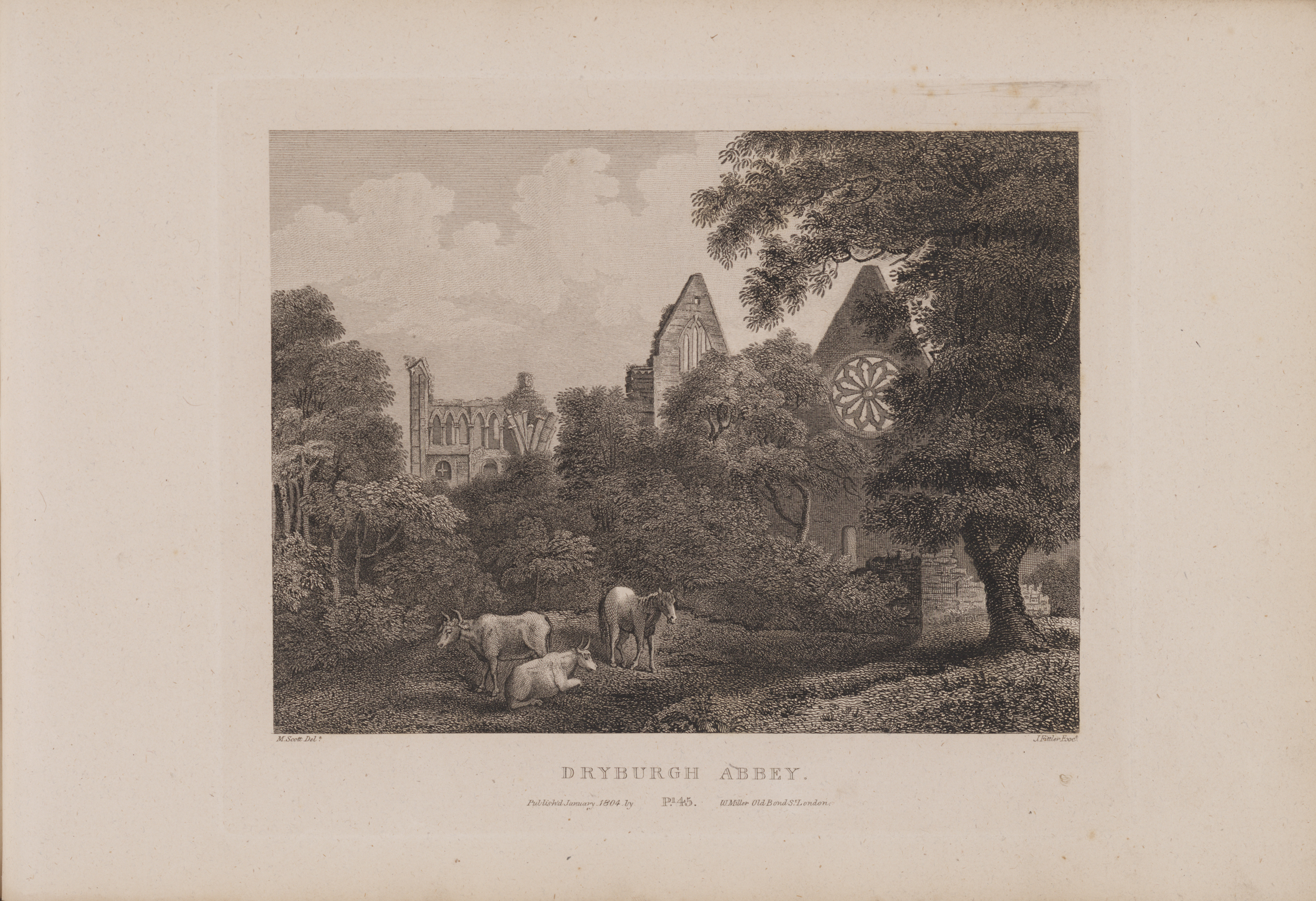
L'abbazia di Dryburgh in un disegno di John Claude Nattes e James Fittler (1802)

L'abbazia fu fatta costruire nel 1150 (o 1152) da Hugh de Morville, constable al servizio di Davide I di Scozia, per i monaci premostratensi dell'abbazia di Alnwick, nel Northumberland. La costruzione dell'edificio iniziò nel novembre di quell'anno.

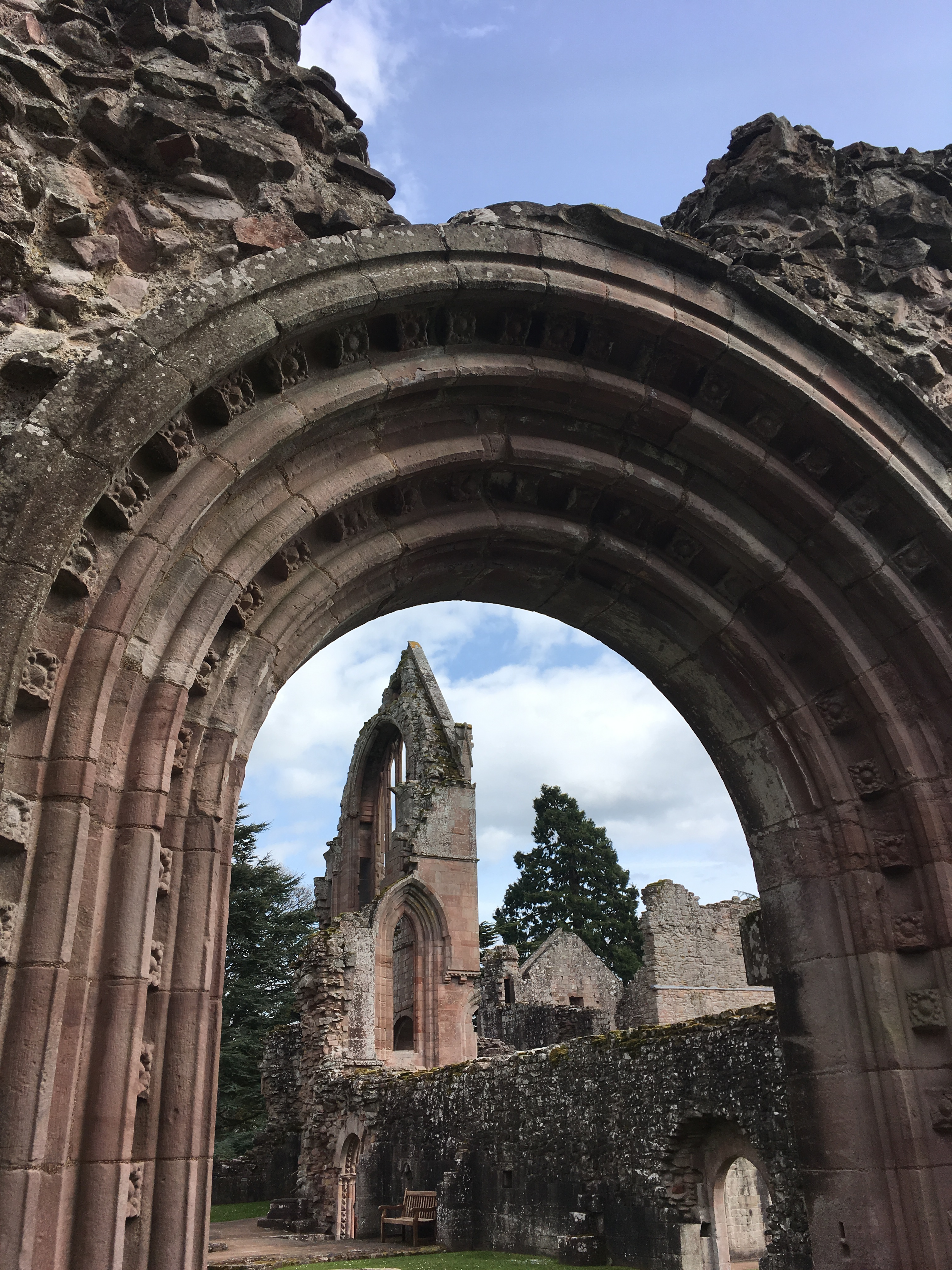
Veduta delle rovine dell'abbazia

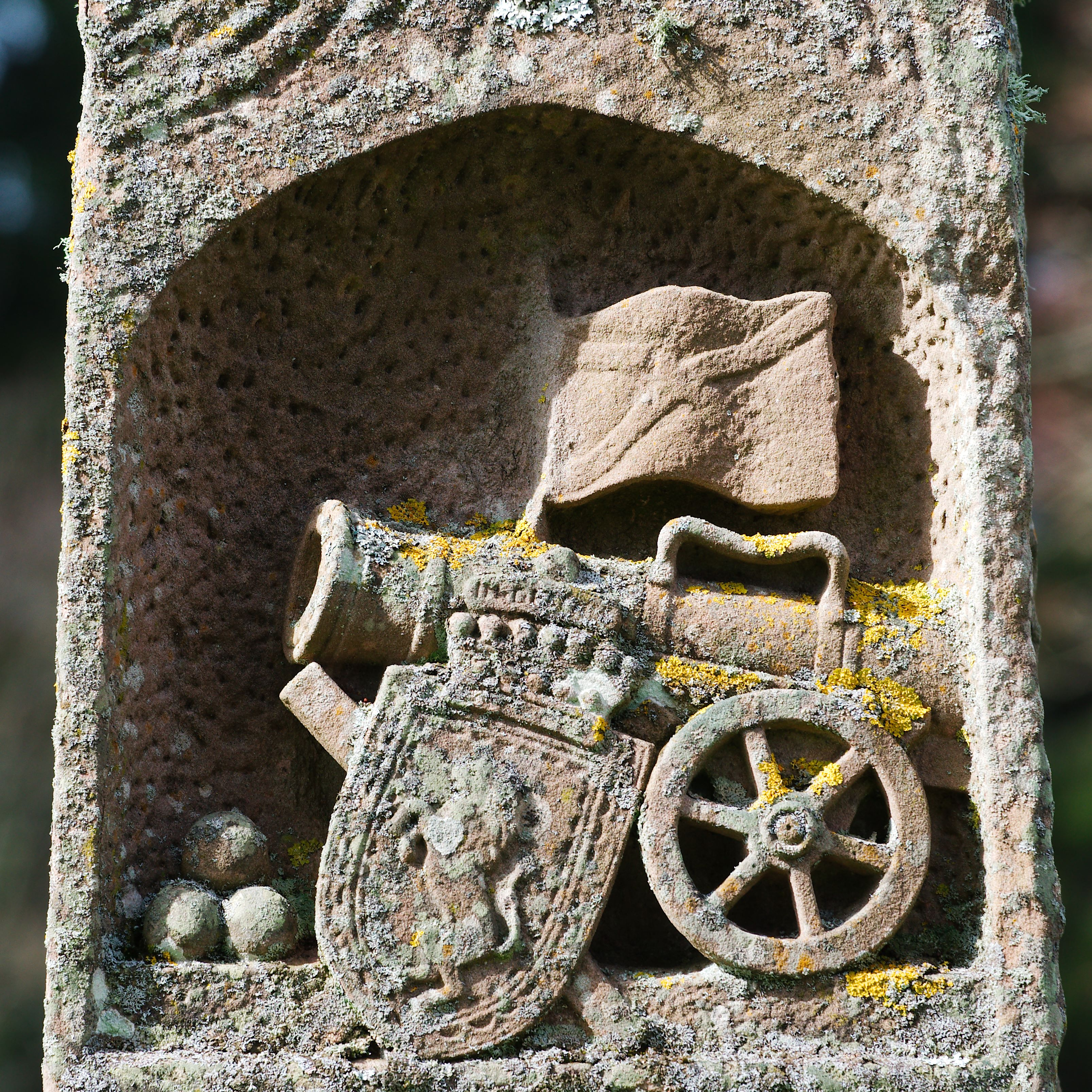
Dettaglio dell'abbazia

Nel 1322 l'abbazia venne data alle fiamme dalle truppe di Edoardo II durante la ritirata verso l'Inghilterra dopo una sconfitta patita in una battaglia con gli Scozzesi. Fu quindi nuovamente data alle fiamme dagli Inglesi nel 1385.
L'abbazia venne ampliata e ricostruita nel corso del XIV secolo. Il 4 novembre 1544, fu però nuovamente distrutta assieme al villaggio di Dryburgh dalle truppe inglesi.
Nonostante la devastazione subita, i monaci alloggiarono nell'abbazia (che non venne mai più ricostruita) fino al 1584.
Nel 1786, le rovine dell'abbazia furono acquistate dall'XI conte di Buchan, che sei anni prima aveva fondato la Society of Antiquaries. Il conte fece realizzare attorno alle rovine dei giardini fioriti.

## Architettura
Le rovine dell'abbazia si ergono lungo il fiume Tweed.
Nelle cappelle dell'abbazia si trovano le tombe di vari personaggi famosi, tra cui quella dello scrittore Walter Scott, che era amico dell'XI conte di Buchan, e quella del generale Douglas Haig. Lo stesso XI conte di Buchan è sepolto in una sacrestia in loco.